# Brachicoma spura
Brachicoma spura là một loài ruồi trong họ Tachinidae.